# Serixia bakeri
Serixia bakeri är en skalbaggsart som beskrevs av Stefan von Breuning 1959. Serixia bakeri ingår i släktet Serixia och familjen långhorningar.
Artens utbredningsområde är Filippinerna. Inga underarter finns listade i Catalogue of Life.